# Háhner István
Háhner István (1939 körül – 1983) magyar vitorlázó repülő, sportoló.

## Sportegyesületei
MÁV Repülőklub

## Sporteredmények

### Világbajnokság
1976-ban Finnországban megrendezett világbajnokságon Jantar 1 típusú gépével 110 km/h-val új nemzeti rekordot állított fel.

### Magyar bajnokság
- 1966. június 25-én Dunakeszin az Országos II.-osztályú Válogató Vitorlázórepülő versenyen 9. lett.
- 1967. június 18. - július 1. között Sáriban az I. Budapesti Vitorlázórepülő verseny győztese.
- 1972. augusztus 29-én Dunakeszin az Országos Vitorlázórepülő Válogató Bajnokságon

nagygépes kategóriában lett győztes.
- 1973. augusztus 23. - szeptember 3. közötti időben Dunakeszin a XX. Vitorlázórepülő Nemzeti Bajnokságon a 8. helyen végzett.
- 1974. augusztus 22. - szeptember 4. közötti időben Dunakeszin a XXI. Vitorlázórepülő Nemzeti Bajnokságon első helyen végzett.
- 1976. július 17. - július 29. közötti időben Péren a XXII. Vitorlázórepülő Nemzeti Bajnokságon a 12. helyen végzett.
- 1977. június 25. - július 6. közötti időben Dunakeszin a XXIII. Vitorlázórepülő Nemzeti Bajnokságon a 7. helyen végzett.
- 1978. július 15. - július 30. közötti időben Szegeden a XXIV. Vitorlázórepülő Nemzeti Bajnokságon első helyen végzett.

## Szakmai sikerek
1976. május 18-án teljesítette a gyémánt koszorú követelményeit (magasság: 5140 méter; céltáv: 306 kilométer; szabad távolság: 518 kilométer)

## Külső hivatkozások
- Háhner István. soaringhungary.hú. [2014. július 14-i dátummal az eredetiből archiválva]. (Hozzáférés: 2014. július 1.)
- Háhner István. atw.hu. (Hozzáférés: 2014. július 1.)